# Akihabara (stacja kolejowa)
Akihabara (jap. 秋葉原駅 Akihabara-eki) – stacja kolejowa zlokalizowana w Tokio w dzielnicy Chiyoda, w samym centrum handlu wyrobami elektroniki, sprzętu AV i urządzeń elektrycznych dla gospodarstw domowych.

## Historia
Została oddana do użytku w listopadzie 1890 jako terminal towarowy połączony ze stacją Ueno.
Dla ruchu pasażerskiego została otwarta w 1925 równocześnie z nową linią łączącą Ueno ze stacją Shimbashi poprzez stację Tōkyō. Nadziemne perony zostały ukończone w 1932 roku, po wybudowaniu rozjazdu do linii Sōbu. Uczyniło to z Akihabary ważną stacje przesiadkową dla pasażerów ze wschodniej części Tokio i z Chiba.
Znaczny wzrost ruchu podmiejskiego po II wojnie światowej sprawił, że konieczna była budowa tunelu łączącego Kinshichō z Tokio i omijającego stację Akihabara.
Stacja metra Akihabara została otwarta 31 maja 1962 roku dla linii Hibiya, pomiędzy przystankami Naka-Okachimachi i Ningyōchō.
24 kwietnia 2005 roku otworzono w Akihabarze podziemny terminal linii Tsukuba Express. Odnowiony i powiększony został również cały kompleks stacji, włącznie ze stację JR.
Są trzy stacje Akihabara dla: East Japan Railway Company, metra linii Hibiya i Tsukuba Express.

## Galeria

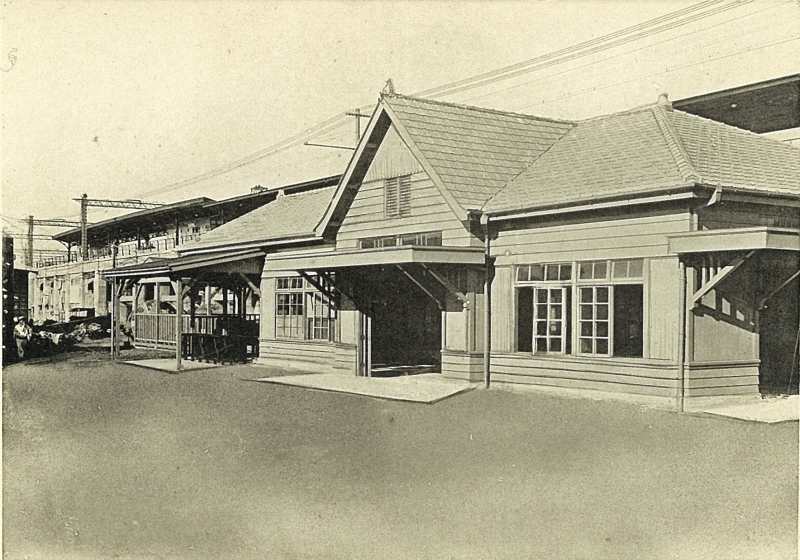
Stacja dla pasażerów otwarta w 1925
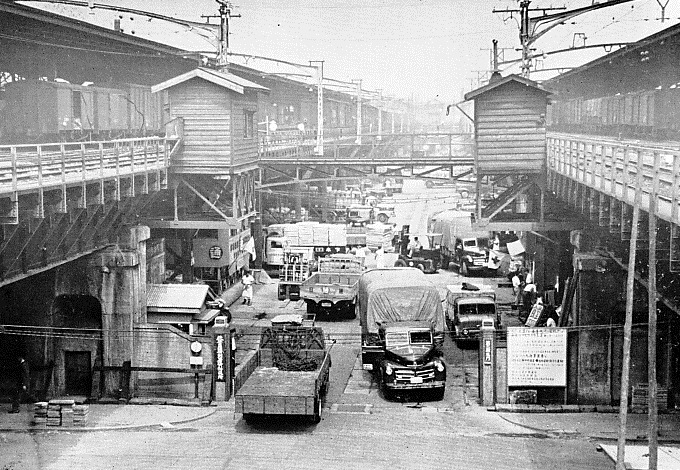
Akihabara towarowa, ok. 1960
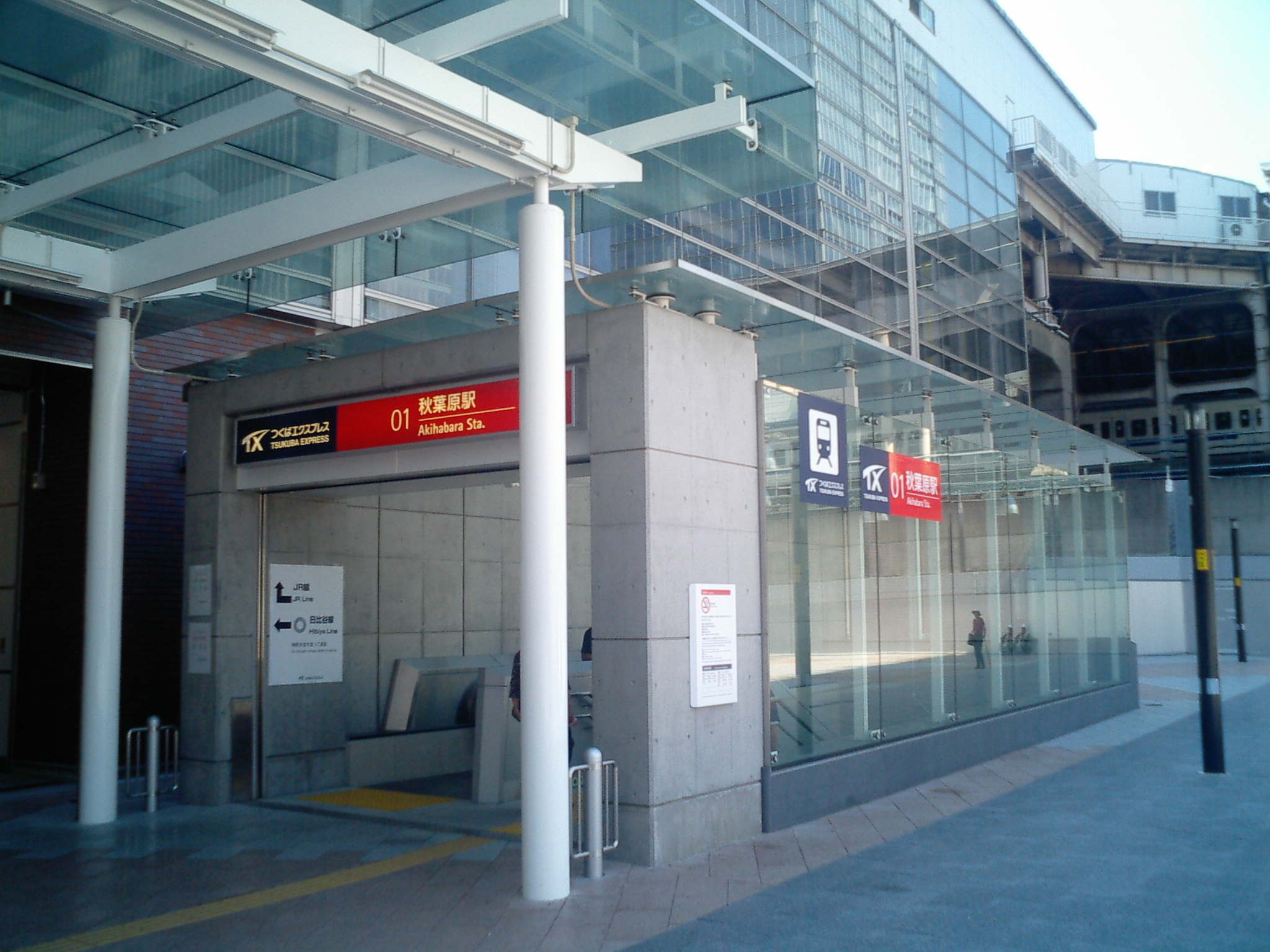
Wejście na perony Tsukuba Express, 2005
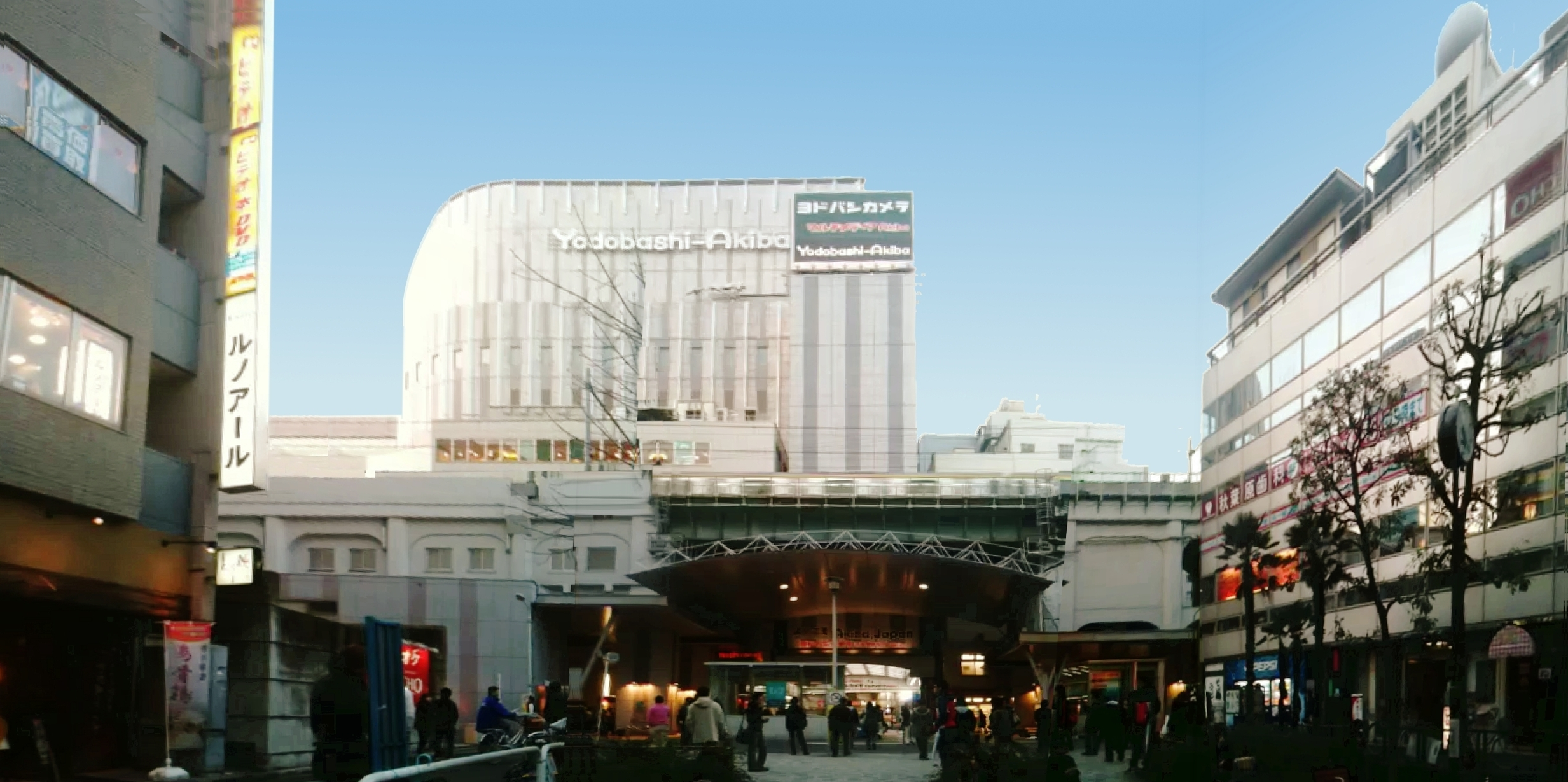
Stacja od strony ul. Shōwa, 2010